# Ramón Amado y Bernadet
Ramón Amado y Bernadet (Barcelona, 1844- Barcelona, 8 de enero de 1888) fue un pintor español de la escuela fortunista.

## Trayectoria
Se formó en la Escuela de la Lonja y en 1864 fue a Madrid a estudiar a los museos. En 1865 fijó su residencia en Roma, donde permaneció algunos años; allí coincidió con Fortuny, y recorrió toda Italia. La tradicional campiña romana, las históricas ruinas monumentales, los recuerdos que guarda la ciudad eterna y la diversidad de tipo y aspectos, iluminados por el cielo del Lacio, así como los canales, las islas, las góndolas, los misteriosos callejones y los legendarios edificios de la ciudad de las lagunas, inspiraron a Amado algunas de sus más importantes composiciones.
En Roma y en Venecia empezó a dedicarse a la pintura de acuarelas, en la cual se distinguió después, logrando dominar como excelente colorista. Autor de retratos, paisajes y composiciones de tema histórico y popular, también se distinguió por sus litografías. Hay obras suyas en el Museo de Arte de Gerona y el Museo Nacional de Arte de Cataluña.
Se le conoce un Retrato del rey Amadeo de Saboya, Las Navas de Tolosa, pintura al óleo premiada en un concurso público por la Diputación de Navarra; otro cuadro de historia, Sub-judice, con personajes de la época de Felipe II, expuesto en el Salón de París de 1880; Un matrimonio y Un bautizo, expuestos en el Salón de París de 1876 y Un mercado en Tarragona, que fue elogiado por M. Duranty, crítico de arte de la Gazette des Beaux-Artes. Participó en la Exposición de Viena de 1882.
El pintor Amado fue un ejemplo de vocación artística y un trabajador incansable, que produjo gran cantidad de obras. Su producción, sin embargo, se dispersó ya en vida, ya que fue adquirida por clientes de París, Roma, Viena y Londres.
Murió en Barcelona el 8 de enero de 1888, a los 44 años.